# Thysanoprymna roseocincta
Thysanoprymna roseocincta är en fjärilsart som beskrevs av Adalbert Seitz 1920. Thysanoprymna roseocincta ingår i släktet Thysanoprymna och familjen björnspinnare. Inga underarter finns listade i Catalogue of Life.